# 플로트 유리

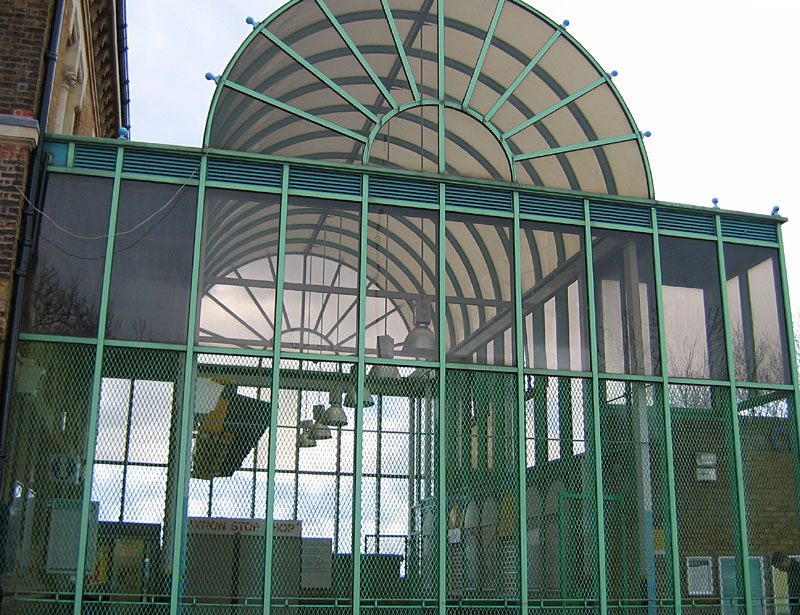
런던 크리스탈팰리스역에 사용된 플로트 유리

플로트 유리(float glass)는 과거에는 납을 사용했지만 융점이 낮은 용융 금속(일반적으로 주석) 위에 용융 유리를 부유시켜 만든 유리 시트이다. 이 방법을 사용하면 시트의 두께가 균일하고 표면이 매우 편평해진다. 플로트 유리 공정은 필킹턴 공정으로도 알려져 있으며, 1950년대 세인트헬렌스에 있는 생산 현장에서 이 기술을 개척한 영국 유리 제조업체 필킹턴(Pilkington)의 이름을 따서 명명되었다.
현대식 창은 일반적으로 플로트 유리로 만들어지지만 코닝은 오버플로 다운드로우 방식을 사용한다.
대부분의 플로트 유리는 소다석회 유리이지만 상대적으로 소량의 특수 붕규산 유리와 평판 디스플레이 유리도 플로트 유리 공정을 통해 생산된다.

## 같이 보기
- 유리 생산